# Hooghuys

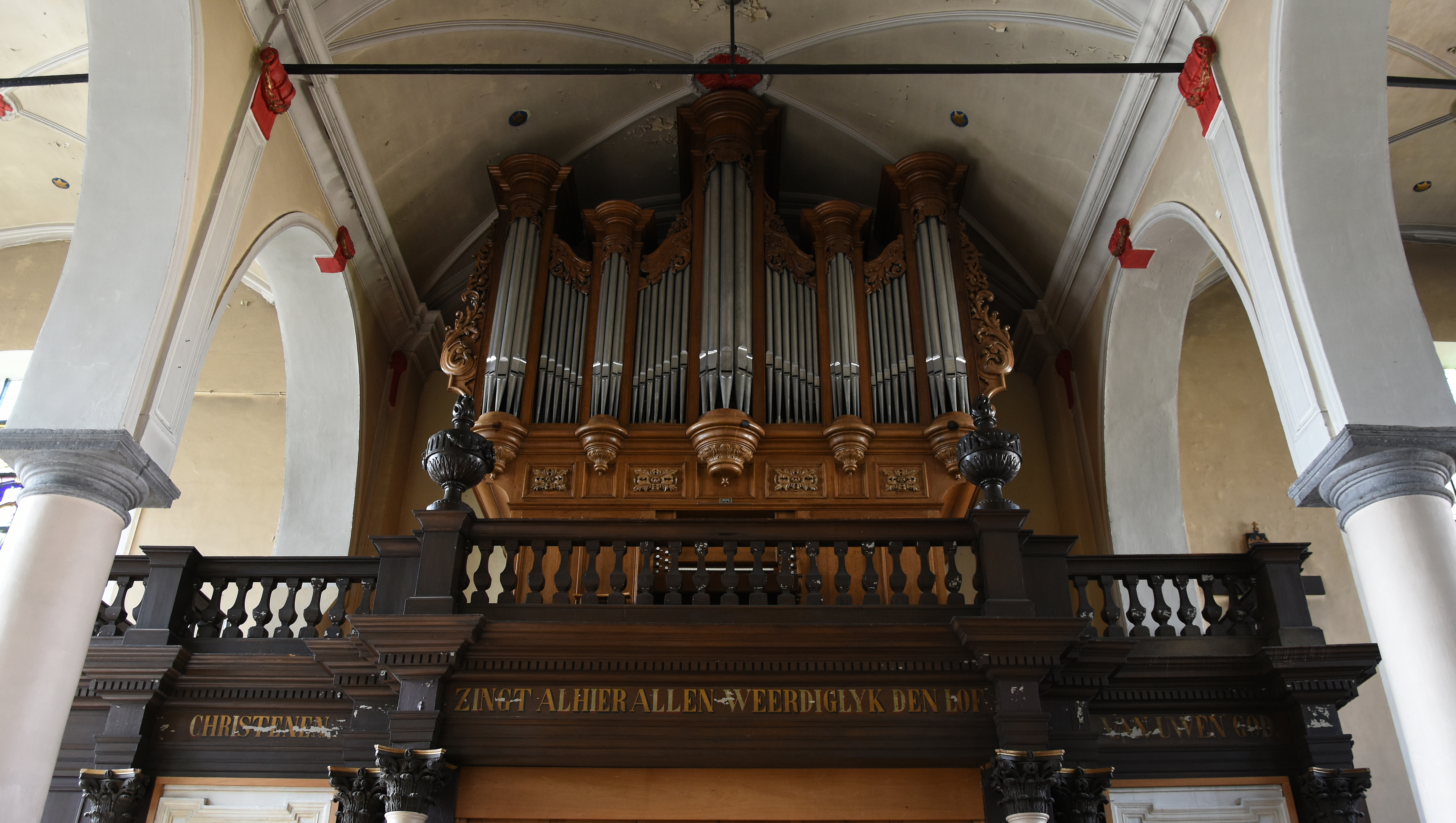
Het kerkorgel, gebouwd door Louis-Benoît Hooghuys in de Sint-Barabarakerk te Maldegem

Hooghuys was een Brugse familie van Nederlandse oorsprong, orgelbouwers in de negentiende eeuw.  Deze orgelbouwersfamilie, afkomstig van Zeeuws-Vlaanderen, telde vanaf haar derde generatie ook draaiorgelbouwers in haar rangen, naast klassieke kerkorgelbouwers.

## Geschiedenis

### Gerrit-Simon
Gerrit-Simon Hooghuys (Wormer, 1 januari 1754 - Middelburg, 24 januari 1813) is de stamvader van de laatste vertegenwoordigers van de Brugse orgelbouw. In 1806 verlaat hij Middelburg en vestigt hij zich in Brugge en adverteert in de Gazette van Brugge, dat hij zich gevestigd heeft in de Vlamingstraat en zich aanbiedt voor het bouwen van nieuwe orgels en voor het herstel en onderhoud van bestaande orgels. In Brugge was sinds het wegvallen van de orgelmakers Berger werkgelegenheid voorhanden.
Zijn belangrijkste verwezenlijking was het overplaatsen in 1809 van het Andries-Jacob Bergerorgel (1764) uit de voormalige kerk van het augustijnenklooster in Brugge naar de Sint-Bavokerk in Aardenburg. In 1944 werden kerk en orgel van Aardenburg vernield. Gerrit ging naar Middelburg terug om er te sterven.

### Simon-Gerard, zoon van Gerrit-Simon
Simon-Gerard Hooghuys (1780-1853), zoon van Gerrit, kwam zich in 1810 (vier jaar na zijn vader) in Brugge vestigen. Hij werd bevriend met Boudewijn Berger, zoon van de orgelbouwer Dominique I Berger en broer van stadsbeiaardier en orgelist Dominique II Berger.
Hij bouwde onder meer een orgel voor de kerk van het Heilig Bloed in Brugge en voor de parochiekerk van Sint-Michiels. Geen enkele van zijn orgels is bewaard.

### Louis-Benoît, zoon van Simon-Gerard
Louis-Benoît Hooghuys (Brugge, 21 maart 1822 - 16 april 1885) volgde zijn vader Simon op en startte omstreeks 1845 zijn eigen atelier in Brugge. Hij was de voornaamste orgelbouwer binnen deze familie. Hij was een overtuigd aanhanger van het classicistische orgel, maar vulde het klankbord aan met romantische toetsen. Hij was daarnaast, onder de invloed van de mecenas baron John Sutton, ook geïnteresseerd in instrumenten uit de middeleeuwen.  Daarnaast was hij bevriend met Jean de Béthune, de promotor van de neogotiek in België, die voor hem verscheidene orgelkasten ontwierp in een perfecte imitatie van de gotische orgelkasten.  Louis-Benoît behoort tot de meest originele exponenten van de 19de-eeuwse Vlaamse orgelbouwkunst. Hij onderscheidde zich met een eerder neo-klassieke vormgeving en samenstelling van die van zijn collega orgelbouwers die meer bij de Franse symfonische romantiek aanleunden.  Een fraai en quasi intact gebleven voorbeeld hiervan is het orgel in de kerk van Dudzele (1874).

### François-Bernard, zoon van Simon-Gerard
François-Bernard Hooghuys (Brugge, 15 september 1830 - Geraardsbergen, 30 november 1888) werkte met zijn broer Louis-Benoît. Hij kreeg een orgelmakersopleiding van zijn vader en wellicht ook ten dele van zijn oudere broer Louis-Benoît.  Hij verhuisde in 1864 naar Geraardsbergen waar hij ging werken in het bedrijf van orgelbouwer Charles Anneessens. Zijn biografie is vanaf dan onduidelijk: hij verhuisde meermaals (Gent, Geraardsbergen, Brugge, Geraardsbergen...). Het enige bekende orgel dat hij bouwde is dat van de parochiekerk van Puivelde (1859).  Omstreeks 1880 zou zijn zoon Louis-François de "Manufacture d'orgues à cylindre Louis Hooghuys" stichten.  Wellicht werd hij daar nog wat geholpen door zijn vader.

### Louis-Antoine, zoon van Louis-Benoît
Louis-Antoine Hooghuys (1854-1897), zoon van Louis-Benoît, is op een onbekend tijdstip een eigen atelier begonnen in Brugge. Mogelijks heeft hij tot aan het overlijden van zijn vader in 1885 in diens atelier gewerkt (de laatste van diens orgels zijn gesigneerd "Hooghuys & Fils").  Door zijn vroegtijdig overlijden heeft Louis-Antoine een eerder beperkte werklijst.  Hij bouwde het orgel van de Sint-Dominicuskapel (1896) in Brugge. In 1934 werd het overgeplaatst naar de kapel van het Instituut Hemelsdale in Brugge en nadat deze werd gesloopt in 1978 naar de kerk van Val-Saint-Lambert in Seraing.

### Aimé-Jean, zoon van Louis-Benoît
Aimé Hooghuys (Brugge, 30 mei 1858 - 8 januari 1904) volgde, in concurrentie met zijn broer Louis-Antoine, zijn vader Louis-Benoît op en vestigde zich in de Kartuizerinnenstraat. Hij herstelde en transformeerde vooral orgels. Van hem is één nieuw orgel bekend, dat van de kapel van het ziekenhuis van het Minnewater, dat in 1936 werd overgebracht naar de kapel van Blindekens.

### Louis-François, zoon van François-Bernard
Louis-François Hooghuys (Brugge, 14 mei 1856 - Geraardsbergen, 16 november 1924) verhuisde met zijn vader François-Bernard naar Geraardsbergen en werd opgeleid in het atelier van Charles Anneessens. Hij bouwde orgels voor de kerk van Puivelde (Belsele) in 1859 en Hillegem (1879). Hij stichtte in 1880 te Geraardsbergen de Manufacture d'orgues mécaniques Louis Hooghuys, die zich specialiseerde in draaiorgels voor kermissen en danszalen. Hij bracht deze tak van het orgel tot een ongeëvenaard hoogtepunt. Er kwamen uit de fabriek cilinderorgels (buikorgels), trompetorgels en symfonieorgels. Hij maakte ook de boeken voor dergelijke orgels, waarbij hij als vanzelf de muziek arrangeerde. 
Zijn broers Edgard-Georges (1873-1958) en Edward waren zijn medewerkers, de eerst als componist, de tweede als 'kapper of steker' van de muziekboeken.
Louis-François voorzag de Vlaamse beiaarden ook van een pinnetjessysteem voor de zogenaamde 'rammel' van het kerktorenuurwerk.
De fabriek ging ten onder als gevolg van de Eerste Wereldoorlog en Hooghuys kon de veranderingen in de smaak van het publiek en de veranderende vereiste arbeidsomstandigheden niet volgen. Zijn ziektebed en daaropvolgende dood betekende het einde van de fabriek.  
Na de dood van Louis-François werd het bedrijf voortgezet door zoon Charles en later diens zoon Romain (1901-1990), gevestigd in Zeebrugge.  Romain was de laatste vertegenwoordiger van deze familie.

## Orgels van Louis-Benoît Hooghuys
- 1856 Brugge Sint-Salvatorskathedraal, restauratie
- 1857 orgel in Zulzeke[1]
- 1857 orgel van de Sint-Antoniuskerk in Ingooigem
- ca. 1858 Brugge klooster en school Hemelsdale (dit kleine orgel bevindt zich momenteel -onbespeelbaar- in de kerk van Gent-Muide)
- 1859 orgel in de Sint-Blasiuskerk in Jabbeke
- 1860 orgel in Groede bij Sluis, Zeeland
- 1864 archaïserend klein huisorgeltje in buitengewone eclectische vormgeving in het kasteel van Caloen in Loppem, dat lijkt op het orgel in een schilderij van een tronende madonna van het atelier van Gerard David (?)
- 1865 orgel van de Onze-Lieve-Vrouw Onbevlekte Ontvangenis in Hazegras-Oostende, bewaard in verbouwde toestand
- 1865 orgel van de Sint-Barbarakerk (Maldegem), bewaard
- 1867 orgel van de Onze-Lieve-Vrouw-Geboorte en Sint-Philippuskerk in Vivenkapelle
- 1868 orgel van de Sint-Eligiuskerk in Ettelgem
- 1869 orgel van de Sint-Jacobskerk in Brugge
- 1873 orgel van de parochiekerk in Loppem, bewaard, licht verbouwd
- 1874 orgel van de Sint-Pieters Bandenkerk in Dudzele, compleet bewaard maar in zeer deplorabele toestand; het omvangrijkste orgel dat Hooghuys ooit bouwde, met een voor zijn tijd hoogst merkwaardige dispositie
- 1875 doksaalorgel van de Sint-Gilliskerk Brugge, bewaard, licht verbouwd
- 1876 orgel van de parochiekerk Lede in Wannegem-Lede (Kruishoutem)
- 1877 verbouwing van een ouder orgel in de parochiekerk van Lissewege
- 1878 orgel in de orgelzaal van het Brugs conservatorium
- orgel van de Sint-Vincentiuskerk in Ramskapelle

Als gevolg van zijn kennismaking met John Sutton bouwde hij ook instrumenten in Duitsland en Nederland:
- 1858 het gotische orgel in de Sankt-Valentinkerk van Kiedrich, restauratie/renovatie
- 1868 orgel in Eltville
- 1868 orgel in Oberwalluf
- 1870 orgel in Wiesbaden-Fraeuenstein
- 1870 orgel in Freiburg im Breisgau